# Eccellenza Basilicata 2023-2024
Il campionato italiano di calcio dell'Eccellenza Basilicata 2023-2024 è stato il trentatresimo organizzato in Italia. Rappresenta il quinto livello del calcio italiano.

## Stagione

### Cambiamenti
Il Rotonda, vincitore del campionato precedente, è stato promosso in Serie D. Il Lavello e il FC Francavilla sono state retrocesse dalla Serie D 2022-2023. La Santarcangiolese e il San Cataldo sono stati promossi dalla Promozione. Di conseguenza, viste le due retrocessioni dalla categoria superiore, sono retrocesse tre squadre, cioè il Moliterno, il Real Senise e il Castelluccio, ma i primi sono stati ripescati per l'esclusione del Montescaglioso che aveva presentato domanda incompleta.

### Regolamento
La prima classificata accede direttamente al campionato superiore e l'ultima classificata a quello inferiore. Le classificate tra il secondo e il quinto posto effettueranno i play-off per determinare la squadra che accede agli spareggi nazionali. Le classificate tra il penultimo e il quintultimo posto effettueranno i play-out per non retrocedere. Se la differenza punti tra le squadre spareggianti è maggiore o uguale a dieci, gli spareggi non avranno luogo. Se le retrocessioni dalla Serie D 2023-2024 delle squadre lucane, sono due o più, aumentano anche le retrocessioni in Promozione.

## Squadre partecipanti
| Club                             | Città (provincia)         | Stadio                              | Stagione precedente                                             |
| -------------------------------- | ------------------------- | ----------------------------------- | --------------------------------------------------------------- |
| A.S.D. Angelo Cristofaro Oppido  | Oppido Lucano (PZ)        | Stadio comunale                     | 10º in Eccellenza Basilicata                                    |
| Brienza Calcio                   | Brienza (PZ)              | Stadio San Giuliano                 | 5º in Eccellenza Basilicata                                     |
| A.S.D. Circolo Sport Vultur 1921 | Rionero in Vulture (PZ)   | Stadio Pasquale Corona              | 6º in Eccellenza Basilicata                                     |
| A.S.D. Città dei Sassi Matera    | Matera (MT)               | Stadio XXI Settembre-Franco Salerno | 3º in Eccellenza Basilicata                                     |
| A.S.D. Elettra Marconia          | Marconia (MT)             | Comunale Regina - Mauro             | 2º in Eccellenza Basilicata                                     |
| A.S.D. Ferrandina 17890          | Ferrandina (MT)           | Stadio Santa Maria                  | 12º in Eccellenza Basilicata                                    |
| Football Club Francavilla        | Francavilla in Sinni (PZ) | Stadio Nunzio Fittipaldi            | 16º in Serie D/H, retrocesso ai play-out                        |
| U.S.D. Lavello                   | Lavello (PZ)              | Stadio Franco Pisicchio             | 17º in Serie D/H, retrocesso                                    |
| Pol. Moliterno                   | Moliterno (PZ)            | Stadio Onofrio Venezia              | 14º in Eccellenza Basilicata, retrocesso e in seguito ripescato |
| A.S.D. Oraziana Venosa           | Venosa (PZ)               | Stadio comunale Michele Lorusso     | 8º in Eccellenza Basilicata                                     |
| S.C. Paternicum                  | Paterno (PZ)              | Stadio Enzo Taddeo                  | 9º in Eccellenza Basilicata                                     |
| A.S.D. Policoro & Academy        | Policoro (MT)             | Stadio Rocco Perriello              | 11º in Eccellenza Basilicata                                    |
| A.S.D. Pomarico                  | Pomarico (MT)             | Stadio comunale Manferrara          | 4º in Eccellenza Basilicata                                     |
| Santarcangiolese                 | Sant'Arcangelo (PZ)       | Stadio Antonio Martorano            | 1º in Promozione Basilicata, promossa                           |
| A.S.D. Calcio San Cataldo        | San Cataldo di Bella (PZ) | Stadio Zi Rocco e Gennaro           | 2º in Promozione Basilicata, promossa                           |
| A.S.D. Tricarico Pozzo di Sicar  | Tricarico (MT)            | Stadio Comunale Paolo Carbone       | 7º in Eccellenza Basilicata                                     |

## Classifica
Aggiornata al 21 aprile 2024.
|  | Pos. | Squadra                  | Pt | G  | V  | N  | P  | GF | GS | DR  |
|  | ---- | ------------------------ | -- | -- | -- | -- | -- | -- | -- | --- |
|  | 1.   | FC Francavilla           | 77 | 30 | 25 | 2  | 3  | 57 | 14 | 43  |
|  | 2.   | San Cataldo              | 66 | 30 | 20 | 6  | 4  | 68 | 34 | 34  |
|  | 3.   | Città dei Sassi Matera   | 58 | 30 | 17 | 7  | 6  | 50 | 21 | 29  |
|  | 4.   | Elettra Marconia         | 56 | 30 | 16 | 8  | 6  | 54 | 28 | 26  |
|  | 5.   | Lavello                  | 54 | 30 | 15 | 9  | 6  | 47 | 23 | 24  |
|  | 6.   | Tricarico Pozzo di Sicar | 41 | 30 | 11 | 8  | 11 | 36 | 35 | 1   |
|  | 7.   | Pomarico                 | 40 | 30 | 12 | 4  | 14 | 37 | 39 | -2  |
|  | 8.   | Paternicum               | 40 | 30 | 12 | 4  | 14 | 50 | 59 | -9  |
|  | 9.   | Ferrandina               | 37 | 30 | 9  | 10 | 11 | 39 | 43 | -4  |
|  | 10.  | Santarcangiolese         | 35 | 30 | 9  | 8  | 13 | 37 | 43 | -6  |
|  | 11.  | Vultur Rionero           | 35 | 30 | 8  | 11 | 11 | 33 | 31 | 2   |
|  | 12.  | Angelo Cristofaro        | 35 | 30 | 9  | 8  | 13 | 34 | 42 | -8  |
|  | 13.  | Brienza                  | 35 | 30 | 10 | 5  | 15 | 38 | 40 | -2  |
|  | 14.  | Oraziana Venosa          | 26 | 30 | 6  | 8  | 16 | 26 | 49 | -23 |
|  | 15.  | Policoro                 | 19 | 30 | 3  | 10 | 17 | 25 | 57 | -32 |
|  | 16.  | Moliterno                | 11 | 30 | 3  | 2  | 25 | 20 | 93 | -73 |

Legenda:
       Promosso in Serie D 2023-2024.
      Ammessa ai play-off nazionali.
 Ammessa ai play-off o ai play-out.
       Retrocesso in Promozione Basilicata 2024-2025.
Regolamento:
Tre punti a vittoria, uno a pareggio, zero a sconfitta.

## Risultati

### Tabellone
|                          | ACO  | BRI  | CSV  | CSM  | ELM  | FER  | FRA  | LAV  | MOL  | OVE  | PAT | POA | POM | SAN  | SCA  | TRI  |
| ------------------------ | ---- | ---- | ---- | ---- | ---- | ---- | ---- | ---- | ---- | ---- | --- | --- | --- | ---- | ---- | ---- |
| Angelo Cristofaro Oppido | –––– |      |      |      | 0-1  |      |      | 1-1  |      | 3-0  |     |     |     |      |      | 0-3  |
| Brienza Calcio           |      | –––– | 0-1  | 0-1  |      |      |      |      | 3-0  |      |     |     |     | 0-2  |      |      |
| C. S. Vultur             | 1-1  |      | –––– | 0-0  |      |      |      |      |      |      | 5-1 | 3-0 |     |      | 1-1  |      |
| Città dei Sassi Matera   | 1-0  |      |      | –––– |      |      |      | 2-2  |      |      | 2-1 |     | 2-0 |      |      |      |
| Elettra Marconia         |      | 1-0  |      |      | –––– | 5-0  | 0-1  | 2-1  |      |      |     |     |     |      |      | 0-0  |
| Ferrandina               | 2-0  |      | 1-1  |      |      | –––– |      |      | 4-2  |      |     | 3-1 |     | 3-1  |      |      |
| FC Francavilla           |      |      | 4-1  | 1-0  |      |      | –––– |      |      |      | 4-2 |     |     | 1-0  |      |      |
| Lavello                  |      | 3-1  |      |      |      |      | 0-1  | –––– |      |      |     |     | 2-1 |      |      | 2-0  |
| Moliterno                | 0-2  |      | 1-0  |      |      |      |      |      | –––– |      | 1-2 | 1-1 |     |      | 0-1  |      |
| Oraziana Venosa          |      | 2-1  |      |      |      | 1-1  | 1-0  |      | 0-0  | –––– |     |     |     |      |      | 1-2  |
| Paternicum               |      |      |      |      | 2-3  |      |      | 0-1  |      |      | -   |     | 3-1 |      |      | 0-2  |
| Policoro & Academy       |      | 0-0  |      |      | 1-1  |      |      | 0-4  |      | 0-0  |     | -   |     |      | 0-2  |      |
| Pomarico                 |      |      |      |      |      | 2-0  |      |      | 1-0  | 1-2  |     |     | -   |      | 2-4  |      |
| Santarcangiolese         | 2-1  |      |      | 1-2  |      |      |      |      |      |      | 1-0 | 0-0 | 1-2 | –––– |      |      |
| San Cataldo              |      | 2-1  |      |      | 3-3  | 2-2  | 1-2  |      |      | 5-1  |     |     |     |      | –––– |      |
| Tricarico Pozzo di Sicar |      |      |      | 1-3  |      |      | 0-1  |      |      |      |     |     | 4-2 | 3-3  |      | –––– |

## Spareggi

### Play-off
|  | Semifinali | Semifinali             | Semifinali           |                        |   | Finale | Finale | Finale |  |
|  |            |                        |                      |                        |   |        |        |        |  |
|  | 2          | Calcio San Cataldo     |                      |                        |   |        |        |        |  |
|  | 2          | Calcio San Cataldo     |                      |                        |   |        |        |        |  |
|  | 5          |                        |                      |                        |   |        |        |        |  |
|  |            | 2                      | Calcio San Cataldo * | 0                      |   |        |        |        |  |
|  |            |                        |                      | 0                      |   |        |        |        |  |
|  |            |                        | 3                    | Città dei Sassi Matera | 0 |        |        |        |  |
|  | 3          | Città dei Sassi Matera | 3                    | Città dei Sassi Matera | 0 | 2      |        |        |  |
|  | 3          | Città dei Sassi Matera |                      |                        |   |        |        |        |  |
|  | 4          | Elettra Marconia       | 1                    |                        |   |        |        |        |  |

* Il San Cataldo vince i Play Off in virtù del miglior posizionamento nella classifica generale d'Eccellenza

### Play-out
|  | Semifinali | Semifinali      | Semifinali |          |    | Finale          | Finale | Finale |  |
|  |            |                 |            |          |    |                 |        |        |  |
|  | 13         | Brienza         | 1          |          |    |                 |        |        |  |
|  | 13         | Brienza         | 1          |          |    |                 |        |        |  |
|  | 14         | Oraziana Venosa | 0          |          |    |                 |        |        |  |
|  | 14         | Oraziana Venosa | 0          |          | 14 | Oraziana Venosa | 2      |        |  |
|  |            |                 |            |          | 14 | Oraziana Venosa | 2      |        |  |
|  |            |                 | 15         | Policoro | 1  |                 |        |        |  |
|  |            |                 | 15         | Policoro | 1  |                 |        |        |  |
|  |            |                 |            |          |    |                 |        |        |  |
|  | 15         | Policoro        |            |          |    |                 |        |        |  |